# Park Narodowy Kasanka
Park Narodowy Kasanka – park narodowy leżący w Zambii, w Prowincji Centralnej, w dystrykcie Serenje. Od roku 2001 jako ostoja ptaków klasyfikowany jest również obszar 39.000 ha, tożsamy z terenem parku.

## Fauna
Wśród ssaków zamieszkujących Park Narodowy Kasanka wymienić można takie gatunki, jak koczkodan czarnosiwy (Cercopithecus mitis), nietoperze Eidolon helvum w milionowych stadach (listopad–grudzień), puku (Kobus vardonii), koczkodan tumbili (Chlorocebus pygerythrus), szakal pręgowany (Canis adustus), przedstawiciele łaszowatych z rodzaju Genetta oraz jeżozwierze.

## Awifauna
Park Narodowy Kasanka został uznany za IBA na podstawie występującego w nim narażonego na wyginięcie gatunku żurawia koralowego (Bugeranus carunculatus) oraz jednego z gatunków bliskich zagrożenia, błotniaka stepowego (Circus macrourus). Pozostałe posiadają status gatunku najmniejszej troski. Są to m.in. żołna rudogłowa (Merops boehmi), brodacznik żółtolicy (Stactolaema anchietae), sikora rdzawobrzucha (Melaniparus rufiventris), błyszczak ostrosterny (Lamprotornis acuticaudus), nektarnik zielonogrzbiety (Cinnyris talatala) oraz szponnik żółtobrewy (Macronyx fuellebornii).